# Wena profe
Wena profe est une telenovela chilienne diffusé en 2017-2018 sur TVN.

## Synopsis
Quand la carrière musicale de Javier Meza, un musicien de la haute société échoué, finit par s'effondrer, il décide de tromper Bárbara Fernández, directrice rigide d'une école de Santiago, en lui assurant qu'il est enseignant. qui cherche du travail. Ainsi, peu à peu, le musicien se passionne pour le cours auquel il est assigné, en plus du réalisateur présent dans son cœur. Le problème se pose lorsque le professeur de physique quantique de l'établissement et ami de Bárbara, Rodrigo Sarmiento, découvre le mensonge du chanteur sans imaginer qu'une relation amoureuse formerait un trio entre Javier, lui et le directeur de l'école. qui cache un secret inimaginable.

## Acteurs et personnages
| Acteur/Actrice       | Personnage                     |
| -------------------- | ------------------------------ |
| Marcelo Alonso       | Javier Meza                    |
| María Elena Swett    | Bárbara Fernández              |
| Néstor Cantillana    | Rodrigo "Chancho" Sarmiento    |
| Belén Soto           | Florencia Meza                 |
| Francisco Dañobeitia | Diego Vial                     |
| Carolina Arregui     | Ana María Sepúlveda            |
| Alejandra Fosalba    | Rosa Sanhueza                  |
| Patricio Achurra     | Pedro Domínguez                |
| Otilio Castro        | Idelfonso Andrade              |
| Héctor Morales       | Samuel Cornejo                 |
| Bárbara Ruiz-Tagle   | Macarena Palma                 |
| Gloria Laso          | Loreto Montes                  |
| Delfina Guzmán       | Estela Novoa                   |
| Ana Reeves           | Marta Contreras                |
| Francisco Ossa       | Manuel Castro                  |
| Amaya Forch          | Jimena González                |
| Patricio Pimienta    | Andrés Salas                   |
| Daniela Palavecino   | Pamela Matamala                |
| Juan Pablo Miranda   | Patricio Rojas / Ángel Fuentes |
| Matías Assler        | Benjamín Salas                 |
| Daniela Nicolás      | Constanza Marshall             |
| Andrew Bargsted      | Ignacio "Nashock" Castro       |
| Vivianne Dietz       | Belén González                 |
| Antonia Bosman       | Antonia Acuña                  |
| Rodrigo Walker       | Felipe "Pipe" Acuña            |
| Ignacia Uribe        | Josefina "Jose" Contreras      |
| Santiago Urrejola    | Ricardo "Zombi" Andrade        |
| Valentina Becker     | Trinidad Echenique             |
| Lucas Mosquera       | Juan "El Brooklyn"             |
| Lorenzo Carrasco     | Camilo Acuña                   |
| Matilde Flores       | Rocío Cornejto                 |

## Diffusion internationale
- TVN (2017-2018)
- TV Chile (2017-2018)

### Sources
- (es) Cet article est partiellement ou en totalité issu de l’article de Wikipédia en espagnol intitulé « Wena profe » (voir la liste des auteurs).